# 擬雞屬
拟鸡是一种已灭绝的雞形目鳥類，生活于约4800万年前始新世的美国，其化石发现于怀俄明州的綠河地質組。